# Lethrus mediocris
Lethrus mediocris is een keversoort uit de familie mesttorren (Geotrupidae). De wetenschappelijke naam van de soort werd in 1892 gepubliceerd door Léon Marc Herminie Fairmaire.